# Minibiotus diphasconides
Minibiotus diphasconides är en djurart som tillhör fylumet trögkrypare, och som först beskrevs av Iharos 1969.  Minibiotus diphasconides ingår i släktet Minibiotus och familjen Macrobiotidae. Inga underarter finns listade i Catalogue of Life.